# استان تایوان

استان تایوان

استان تایوان (به لاتین: Taiwan Province, People's Republic of China) یک استان ادعایی در جمهوری خلق چین است.